# Freizeit (Fernsehsendung)
freizeit ist eine Sendung im BR Fernsehen. Sie wurde erstmals am 31. Januar 1991 ausgestrahlt, damals unter dem Titel Freizeit-Magazin, seit 2007 als freizeit.

## Konzept
Die Sendung stellt verschiedene Freizeitaktivitäten vor. Seit 2003 wird sie von Max Schmidt in bairischem Dialekt moderiert. Die Ausstrahlung der Sendung erfolgt 14-täglich im Wechsel mit dem Bergsteigermagazin Bergauf-Bergab. Der Moderator fungiert dabei laut BR unter anderem als Handwerker, Geschichtenerzähler, bayerisches Urgestein und Weltenbummler.
Verantwortlicher Redakteur der Sendung war anfangs Hermann Magerer, dann von 1998 bis 2018 Michael Pause, seitdem Steffen Lunkenheimer. Mitbegründer der Sendung sind Herbert Stiglmaier und Frank Meißner, welche die Sendung von Beginn an bis heute verantworten.
2016 hat die Sendung ihr 25-jähriges Jubiläum gefeiert, bis dahin kamen mehr als 575 Folgen zur Sendung. Im Jahr 2021 konnte die freizeit ihr 30-jähriges Jubiläum feiern.

## Moderatoren der Sendung
- Herbert Gogel (1991–1993)
- Stefanie Tücking (1991–2003)
- Christoph Deumling (1993–2003)
- Heike Götz (1994–2003)
- Peter Hertrampf (1994–2003)
- Max Schmidt  (seit 2003)

## Auszeichnungen
Die freizeit wurde mehrfach von der Vereinigung Deutscher Reisejournalisten (VDRJ) auf der weltgrößten Reisemesse ITB in Berlin ausgezeichnet. Die Preise gingen an die Drehbuchautoren und Redakteure Herbert Stiglmaier und Frank Meißner, an Alexander Saran und André Goerschel für die Regie an die Editorin Ines Seiter und an den Kameramann Raimund Lesk, sowie an den Moderator Schmidt Max.
- 2007 Bronzener Columbus
- 2009 Silberner Columbus
- 2013 Silberner Columbus[12]
- 2015 Silberner Columbus[10]
- 2019 Silberner Columbus[11]
- 2021 Goldener Columbus[9]

Der Redakteur Herbert Stiglmaier wurde außerdem für die Redaktion freizeit  mit der Denkmalschutzmedaille des Freistaates Bayern 2014 ausgezeichnet, mit der Begründung, er habe das Thema Denkmalpflege durch die Fernsehsendung einem breiten Publikum bekannt gemacht.
2018 wurde Drehbuchautor und Redakteur Frank Meißner mit dem Katholischen Medienpreis in der Kategorie „journalistisch WERTvoll“ (Elektronische Medien) für die freizeit-Ausgabe „Schmidt Max und die Audienz beim Papst“ vom 19. November 2017 ausgezeichnet.
2019 wurden die Redakteure Herbert Stiglmaier und Frank Meißner mit dem Deutschen Preis für Denkmalschutz in der Kategorie „Journalistenpreis“ für die 2018 ausgestrahlte freizeit-Ausgabe  „Schmidt Max und das Bier im Denkmal“ ausgezeichnet.
2024 folgte ein weiteres Mal nach 2014 eine Auszeichnung mit der Denkmalschutzmedaille des Freistaates Bayern. Dieses Mal wurden Moderator Schmidt Max und Regisseur André Goerschel für ihre Denkmalpflege geehrt, die sie im Rahmen der Sendung „freizeit“ „immer wieder überraschend und geistreich in Szene“ setzen.